# Mauges
Els Mauges són una regió natural o comarca històrica de l'Anjou (França) al sud-oest del departament del Maine-et-Loire, a l'oest de França (País del Loira). Les seves dues poblacions principals són Cholet i Beaupréau. El seu nom llatí fou Pagus Medalgicus. Part d'Aquitània, al segle VIII va ser conquerida pels bretons i es va dividir en una part bretona i una part angevina; finalment al segle xi va quedar unida al comtat d'Anjou per conquesta de Folc Nerra. Posteriorment fou part de la senescalia d'Angers que ocupava l'Anjou occidental. Al final del segle xviii fou teatre principal de la revolta de la Vendée, especialment Cholet.